# Klaus Uhlig
Klaus Rainer Uhlig (* 31. Dezember 1932 in Altenburg in Thüringen) ist ein deutscher Architekt und bildender Künstler. Er veröffentlichte zudem eine Reihe Schriften zum Thema Stadtentwicklung.

## Werdegang
Von 1953 bis 1957 studierte Uhlig Architektur und künstlerische Fächer (Plastik, Zeichnen, Akt, Farblehre, Lithografie, Künstlerische Techniken) an der Hochschule für Architektur und Bauwesen Weimar. Danach setzte er das Kunststudium an der TU Berlin mit den Fächern Akt/Plastik und Zeichnen/Malen fort und schloss 1961 mit Diplom ab. 1962 erhielt er an der amerikanischen Harvard-University (Lehrer u. a. Le Corbusier) den Master of Arts. An der Europäischen Akademie für Bildende Künste Trier bildete er sich bei Walter Henn im Steindruck, in Köln bei Seyyit Bozdogan im Porträtzeichnen und in Bonn im Aktzeichnen bei Volker Altrichter fort. Seit 1969 lebt Uhlig in Köln.

## Künstlerisches Wirken
Uhlig malt in Öl, benutzt Pigmente, die er selbst anmischt. Er verwendet druckgrafische Technik sowie Objekttechnik. 1997 widmete das Art Items ihm im Kölner Stadthaus eine Werkausstellung mit einer Übersicht aus 110 Arbeiten.
Als Stadtgestalter lehrte Uhlig u. a. an der Hochschule für bildende Künste Hamburg (1964 bis 1965). Uhlig ist Mitglied des Bundesverbands Bildender Künstlerinnen und Künstler. 
Klaus Uhlig wirkt seit 2017 auch als der „Stümpelsprayer“ mit Spray-Aktionskunst.

## Museen, Sammlungen und Stiftungen
- Kupferstichkabinett Dresden
- Bauhaus-Museum Weimar
- Patrimoine SNCF (G.Paris-Est)
- LVR Landesmuseum Bonn

## Schriften (Auswahl)
- Stadtgestaltung im Wohnumfeld, Der Oberstadtdirektor, Dezernat für Stadtentwicklung und Umweltschutz, Stadtplanungsamt, Köln 1984.
- Planungszellen, Bausteine eines demokratischen Planungsverfahrens, Deutsches Volksheimstättenwerk, Köln 1980.
- Die fussgängerfreundliche Stadt, Hatje, Stuttgart 1979, ISBN 3-7757-0120-6.
- Die Stadterneuerung in den USA, Uhlig, Bonn 1971, ISBN 3-87832-003-5
- Mehr Wohneigentum durch neue Finanzierungsmethoden, Stadtbau-Verlag, Bonn 1970.
- Ko-Übersetzung von ‚Die Nordweststadt‘, Krämer, Stuttgart 1964.